# Karol Rzeszewicz
Karol Rzeszewicz (ur. 16 czerwca 1983) – polski lekkoatleta, długodystansowiec. 
Od początku swojej kariery specjalizował się w biegach długich. W 2004 na młodzieżowych mistrzostwach Polski w Gdańsku zdobył brązowy medal w biegu na 3000 m z przeszkodami. Jako senior w 2008 w Kwidzynie wywalczył drugie miejsce w mistrzostwach Polski w biegach przełajowych na dystansie 8 km.

## Rekordy życiowe
| Konkurencja         | Rezultat | Data             | Miejsce        |
| ------------------- | -------- | ---------------- | -------------- |
| Bieg na 1500 m      | 3:53,36  | 20 sierpnia 2005 | Gdańsk         |
| Bieg na 3000 m      | 8:06,08  | 15 lipca 2006    | Gdańsk         |
| Bieg na 3000 m prz. | 8:43,41  | 5 września 2004  | Gdańsk         |
| Bieg na 5000 m      | 14:11,18 | 26 czerwca 2005  | Biała Podlaska |
| Bieg na 10 km       | 29:14.42 | 5 maja 2007      | Warszawa       |
| Bieg na 10 km       | 31:09    | 7 sierpnia 2010  | Gdańsk         |
| Półmaraton          | 1:04:47  | 4 listopada 2007 | Kościan        |
| Maraton             | 2:20:22  | 15 sierpnia 2009 | Gdańsk         |